# Gaüses
Gaüses es una entidad de población española del municipio de Vilopríu, perteneciente a la provincia de Gerona, en la comunidad autónoma de Cataluña.

## Toponimia
El lugar puede aparecer referido con las grafías «Gaüses» y «Gahusas».

## Historia
Hacia mediados del siglo XIX, el lugar, ya por entonces perteneciente a Vilopríu, tenía contabilizada una población de 89 habitantes. Aparece descrito en el octavo volumen del Diccionario geográfico-estadístico-histórico de España y sus posesiones de Ultramar de Pascual Madoz con las siguientes palabras:

GAHUSAS: ald. que forma ayunt. con Vilopriu en la prov., part. jud, y dióc. de Gerona (4 leg.), aud. terr. y c. g. de Barcelona. sit. en una montaña baja, con buena ventilacion y clima templado y sano; las enfermedades comunes son fiebres intermitentes. Tiene 30 casas y una igl. parr. El térm. confina con Viladesens, Pins, Camallera y Vilopriu. El terreno es de mediana calidad; le cruzan varios caminos locales. prod.: trigo, vino, aceite y legumbres; cria algun ganado y caza. pobl.: 22 vec., 89 alm. cap. prod.: 2.116,000 imp.: 52,900 rs.
(Madoz, 1847, p. 265)

En 2023, la entidad singular de población tenía empadronados 46 habitantes y el núcleo de población, los mismos.